# A. J. Griffin (basket-ball)
Pour les articles homonymes, voir A. J. Griffin.
Adrian Darnell « A. J. » Griffin Jr., né le 25 août 2003 à Dallas dans le Texas, est un joueur américain de basket-ball évoluant au poste d'ailier.

## Biographie

### Carrière universitaire
Avec les Blue Devils de Duke il va jusqu'au Final Four de la March Madness 2022 mais s'incline face aux Tar Heels de la Caroline du Nord. Il se présente ensuite pour la draft 2022 où il est attendu parmi les dix premiers choix.
Griffin est reconnu pour la qualité de son tir à trois points (44,7 % pour sa dernière saison universitaire), mais aussi pour la fragilité de ses genoux.

### Carrière professionnelle

#### Hawks d'Atlanta (2022-2024)
Il est choisi en 16e position par les Hawks d'Atlanta lors de la draft 2022.
En juin 2024, il est transféré en direction des Rockets de Houston contre le 44e choix de la draft 2024. En septembre, le média The Athletic (en) rapporte que Griffin envisagerait d'arrêter sa carrière de joueur. Griffin rompt son contrat avec les Rockets en septembre sans jouer pour eux,. Il décide de mettre un terme à sa carrière afin de devenir pasteur 

### Carrière en équipe nationale
Il remporte la médaille d'or avec les États-Unis lors du Championnat des Amériques des moins de 16 ans 2019.

### Fin de carrière
Le 29 septembre 2024, Griffin confirme sa retraite sportive et déclare qu'il abandonne le basket-ball pour suivre Jésus. Il déclare qu'il veut poursuivre un ministère à temps plein pour le christianisme.

## Palmarès

### Lycée
- McDonald's All-American en 2021
- Jordan Brand Classic en 2021

### Universitaire
- ACC All-Rookie Team en 2022

### En sélection
- Médaille d'or au Championnat des Amériques des moins de 16 ans 2019

## Statistiques

### Universitaires
| Saison    | Équipe   | Matchs | Titul. | Min./m | % Tir | % 3pts | % LF | Rbds/m. | Pass/m. | Int/m. | Ctr/m. | Pts/m. |
| --------- | -------- | ------ | ------ | ------ | ----- | ------ | ---- | ------- | ------- | ------ | ------ | ------ |
| 2021-2022 | Duke     | 39     | 25     | 24,0   | 49,3  | 44,7   | 79,2 | 3,90    | 1,00    | 0,50   | 0,60   | 10,40  |
| Carrière  | Carrière | 39     | 25     | 24,0   | 49,3  | 44,7   | 79,2 | 3,90    | 1,00    | 0,50   | 0,60   | 10,40  |

### Professionnelles
| Saison    | Équipe   | Matchs | Titul. | Min./m | % Tir | % 3pts | % LF  | Rbds/m. | Pass/m. | Int/m. | Ctr/m. | Pts/m. |
| --------- | -------- | ------ | ------ | ------ | ----- | ------ | ----- | ------- | ------- | ------ | ------ | ------ |
| 2022-2023 | Atlanta  | 72     | 12     | 19,5   | 46,5  | 39,0   | 89,4  | 2,10    | 1,00    | 0,60   | 0,20   | 8,90   |
| 2023-2024 | Atlanta  | 20     | 0      | 8,5    | 29,0  | 25,6   | 100,0 | 0,90    | 0,30    | 0,10   | 0,10   | 2,40   |
| Carrière  | Carrière | 92     | 12     | 17,1   | 44,7  | 37,2   | 89,8  | 1,90    | 0,80    | 0,50   | 0,20   | 7,50   |

## Vie privée
Il est le fils d'Adrian Griffin, joueur et entraîneur de basket-ball et le frère d'Alan Griffin, lui aussi joueur de basket-ball.